# I Found U
Singles de Axwell
Watch The Sunrise
(2006) Get Dumb
(2007)
I Found You est une chanson du DJ suédois Axwell en collaboration avec le chanteur Max'c. Le clip vidéo sort le 18 février 2010 sur le site de partage YouTube, sur le compte du label Armada Music. D'une durée de 3 minutes 24, le clip a été visionné plus de 120 000 fois.

## Liste des pistes
Promo
1. I Found U (Radio Edit) - 2:52
2. I Found U (Classic Edit) - 3:34
3. I Found U (Vocal Remode) - 5:11
4. I Found U (Remode) - 6:56
5. I Found U (Classic Mix) - 6:32
6. I Found U (Soul Avengerz Remix) - 8:22
7. I Found U (TV Rock Remix) - 7:49
8. I Found U (Instrumental) - 6:54

## Classement par pays
I Found You
| Classement (2007)                  | Meilleure position |
| ---------------------------------- | ------------------ |
| Royaume-Uni single chart           | 6                  |
| Bulgarie Singles top 40            | 8                  |
| Pays-Bas (Nederlandse Top 40)      | 10                 |
| Finlande (Suomen virallinen lista) | 17                 |
| Espagne (PROMUSICAE)               | 19                 |
| Irlande Singles Top 50             | 49                 |

I Found You Remixes
| Classement (2007)    | Meilleure position |
| -------------------- | ------------------ |
| Espagne (PROMUSICAE) | 19                 |